# Dig Dug II: Trouble in Paradise
Dig Dug II: Trouble in Paradise is een videospel voor het platform Nintendo Entertainment System. Het spel werd uitgebracht in 1989. 